# Bea Wiarda
Berendina (Bea) Wiarda (Beekbergen, 24 februari 1959) is een Nederlandse oud-atlete, die zich had toegelegd op het discuswerpen. Van 1974 tot 1989 was zij op dit nummer houdster van het nationale meisjesrecord, dat zij van 45,34 m in 1974 naar 53,34 m in 1976 tilde. Als juniorenatlete verzamelde ze vier Nederlandse discustitels, bij de senioren kwamen daar nog eens drie bij.

## Biografie

### Ontdekt door Aad Steylen
Wiarda kwam op haar veertiende bij toeval met atletiek in aanraking. Ze deed mee aan een stratenloop in Zutphen (het gezin woonde toen in Voorst) en werd gespot door marathonloper Aad Steylen, deelnemer aan de Olympische Spelen van 1968 in Mexico. Steylen vond dat ze wel aardig kon lopen en raadde haar aan om aan atletiek te gaan doen. Ze meldde zich vervolgens aan bij de vereniging van Steylen, Hanze Sport, maar raakte vrijwel direct in de ban van het discuswerpen. "De eerste wedstrijd gooide ik uit stand drieëntwintig meter. Na een jaar werd ik kampioene op de C-Spelen. Vanaf mijn vijftiende gooide ik elk jaar een jeugdrecord. Het ging allemaal vrij gemakkelijk, totdat ik eerstejaars A-junior werd, toen ben ik stil blijven staan."

### Beste van West-Europa
Haar eerste ervaring op een groot internationaal toernooi deed Bea Wiarda op in 1975, toen zij deelnam aan de Europese jeugdkampioenschappen in Athene. Ze werd er, zestien jaar oud nog maar, zesde bij het discuswerpen, een prestatie die in de schaduw kwam te staan van de titel die Olga Commandeur op de 800 m veroverde. Twee jaar later was ze er op dit toernooi, deze keer in het Oekraïense Donetsk - toen nog onderdeel van de Sovjet-Unie - opnieuw bij en werd zij nu achter vier Oostblokatletes als beste deelneemster uit West-Europa zelfs vijfde.

### Moeizaam
Zo voortvarend als haar atletiekloopbaan zich tijdens het grootste deel van haar juniorentijd ontwikkelde, zo moeilijk vond Bea Wiarda, sinds 1974 lid van het Sneekse AV Horror, de overgang naar de senioren. "Als juniore hoorde ik bij de Europese top en dan stel je opeens niks meer voor. Je moet zwaar aan de gewichten gaan hangen als je er bij de dames een beetje bij wil horen. Daar komt bij dat het in Nederland belangrijk is dat je wat doet aan je maatschappelijke carrière. De afgelopen jaren heb ik mijn studie laten prevaleren. Atletiek is leuk, maar je houdt er niets aan over." Toch werd ze in haar eerste seniorenjaar al gelijk Nederlands kampioene, waarbij zij de zegereeks van Ria Stalman, de kampioene van de vijf voorafgaande jaren, doorbrak. Nadat Stalman de zeven jaar erna de titel wederom had gewonnen, lukte dit Wiarda pas weer in 1985 voor de tweede maal.

### OS in Seoel einddoel
Inmiddels had Wiarda zich een duidelijk doel gesteld. Ze had haar lerarenopleiding Frans en Duits met succes afgerond en wilde wat de atletiek betreft nog één keer alles op alles zetten. "Ik dacht dat ik meer moest kunnen dan ik tot dan toe had gepresteerd. Na een tijdlang met blessures te hebben gesukkeld – ik had onder meer mijn kniebanden gescheurd – wierp ik, nauwelijks getraind, in Sneek zo maar 59,36 m met de discus. Dat was in 1984. Ik heb toen besloten er nog een paar jaar keihard tegenaan te gaan. Seoel werd mijn einddoel."

### Einde atletiekloopbaan
Wiarda, die in 1978 lid was geworden van AV Impala in Drachten, trainde sindsdien keihard, zo’n 23 uur per week, waarbij zij ook nog eens tweemaal per week op en neer reisde naar Amsterdam waar zij zich, na eerder door zevenvoudig kogelstootkampioene en -recordhoudster Els van Noorduyn te zijn begeleid, door Ria Stalman de kneepjes van het vak liet bijbrengen. Het leverde haar, los van de twee nationale titels met in haar ogen nietszeggende prestaties, geen centimeter winst op, althans niet in wedstrijden. "Op de training ging het wel goed, maar in de wedstrijden kwam het er niet uit. (...) Dan vraag je je af waarom je het allemaal doet." Ondanks het feit dat Ria Stalman haar voortdurend voorhield dat ze geduld moest hebben, maakte Bea aan het einde van het seizoen 1986 de balans op en besloot per direct te stoppen. "Het kost mij handenvol geld, ondanks dat je een sponsor hebt die je steunt. Ik wil dit niet meer. Ik zie het zo niet meer zitten", aldus de teleurgestelde atlete eind 1986.

### Persoonlijk
Wiarda is gescheiden en heeft een dochter uit haar huwelijk. Na afloop van haar atletiekcarrière werkte ze enige tijd als sportjournalist. Hierna was ze een aantal jaren manager van een sportschool. Daarna ging ze fulltime werken als leraar Duits en Frans.

## Nederlandse kampioenschappen
| Onderdeel    | Jaar             |
| ------------ | ---------------- |
| discuswerpen | 1978, 1985, 1986 |

## Persoonlijke records
| Onderdeel    | Prestatie | Datum        | Plaats    |
| ------------ | --------- | ------------ | --------- |
| discuswerpen | 59,36 m   | 10 juli 1984 | Sneek     |
| kogelstoten  | 13,00 m   | 19 juli 1981 | Krommenie |

## Palmares

### kogelstoten
- 1981:  NK indoor - 12,70 m

### discuswerpen
- 1975:  NK - 48,94 m
- 1975: 6e EJK - 44,54 m
- 1976:  NK - 52,84 m
- 1977:  NK - 48,58 m
- 1977: 5e EJK - 49,22 m
- 1978:  NK - 52,40 m
- 1979:  NK - 51,04 m
- 1980:  NK - 54,44 m
- 1981:  NK - 52,96 m
- 1983:  NK - 52,98 m
- 1984:  Nacht van de Atletiek - 52,22 m
- 1985:  NK - 56,30 m
- 1986:  NK - 53,96 m
- 1987:  NK - 52,22 m

## Onderscheidingen
- KNAU jeugdatlete van het jaar (Fanny Blankers-Koen plaquette) - 1976